# Peangtarn Plipuečová
Peangtarn Plipuečová (thajsky เพียงธาร ผลิพืช, RTGS: Phiangthan Phliphuet, * 15. listopadu 1992 Nonthaburi) je thajská profesionální tenistka. Ve své dosavadní kariéře na okruhu WTA Tour nevyhrála žádný turnaj. V sérii WTA 125 vybojovala dvě deblové trofeje. V rámci okruhu ITF získala titulů šest ve dvouhře a dvacet devět ve čtyřhře.
Na žebříčku WTA byla ve dvouhře nejvýše klasifikována v červenci 2017 na 175. místě a ve čtyřhře v říjnu 2016 na 100. místě. Trénuje ji Jamajčan Sly Black a bývalá spoluhráčka Niča Lertpitaksinčajová.
V thajském týmu Billie Jean King Cupu debutovala v roce 2015 kantonským základním blokem 1. skupiny asijsko-oceánské zóny proti Tchaj-wanu, Číně a Kazachstánu. S Kumkhumovou vyhrála čtyřhru nad Tchajwankami. Ve dvouhrách pak podlehla Číňance Wang Čchiang a Kazachstánce Švedovové. Do listopadu 2023 v soutěži nastoupila k dvaceti jedna mezistátním utkáním s bilancí 3–8 ve dvouhře a 7–10 ve čtyřhře.

## Tenisová kariéra
Do kvalifikace okruhu WTA Tour poprvé zasáhla na únorovém Pattaya Women's Open 2009 v Pattaye po obdržení divoké karty. Na úvod však získala jen dva gamy na krajanku Kanjapat Narattanovou startující rovněž na divokou kartu. V hlavní soutěži debutovala čtyřhrou PTT Pattaya Open 2013 po boku krajanky Niči Lertpitaksinčajové. Časnou porážku jim přivodily nejvýše nasazené Čang Kchaj-čen s Vanií Kingovou. První zápas vyhrála o dva roky později, v deblové soutěži PTT Thailand Open 2015, kde s Lertpitaksinčajovou přehrály krajanky Buajamovou a Kumkhumovou.
Premiérové finále na okruhu WTA Tour odehrála v soulské čtyřhře Korea Open 2016. Z boje o titul odešla s Japonkou Akiko Omaeovou poražena od belgicko-švédské dvojice Kirsten Flipkensová a Johanna Larssonová. Stejný výsledek zopakovala na Korea Open 2017, kde se její spoluhráčkou stala Luksika Kumkhumová. V závěrečném duelu nenašly recept na turnajové jedničky Kiki Bertensovou s Larssonovou.
Na grandslamu debutovala v ženském deblu Australian Open 2022 po zvládnuté tříkolové kvalifikaci, do něhož získala s Indonésankou Aldilou Sutjiadiovou divokou kartu. V úvodním kole však nestačily na turnajové pětky Alexu Guarachiovou a Nicole Melicharovou-Martinezovou. Ve Wimbledonu 2022 hrála po boku Řekyně Valentini Grammatikopoulou. Do soutěže nastoupily až jako náhradnice. Časnou porážku jim přivodily patnácté nasazené Nadija Kičenoková s Ioanou Olaruovou.

## Finále na okruhu WTA Tour

### Čtyřhra: 3 (0–3)
| Legenda                                      |
| -------------------------------------------- |
| Grand Slam (0)                               |
| Turnaj mistryň (0)                           |
| Premier Mandatory & Premier 5 / WTA 1000 (0) |
| Premier / WTA 500 (0)                        |
| International / WTA 250 (0–3)                |

| Stav       | č. | datum      | turnaj            | povrch | spoluhráčka        | soupeřky ve finále                      | výsledek |
| ---------- | -- | ---------- | ----------------- | ------ | ------------------ | --------------------------------------- | -------- |
| Finalistka | 1. | září 2016  | Soul, Jižní Korea | tvrdý  | Akiko Omaeová      | Kirsten Flipkensová Johanna Larssonová  | 2–6, 3–6 |
| Finalistka | 2. | září 2017  | Soul, Jižní Korea | tvrdý  | Luksika Kumkhumová | Kiki Bertensová Johanna Larssonová      | 4–6, 1–6 |
| Finalistka | 3. | říjen 2023 | Soul, Jižní Korea | tvrdý  | Luksika Kumkhumová | Marie Bouzková Bethanie Mattek-Sandsová | 2–6, 1–6 |

## Finále série WTA 125

### Čtyřhra: 4 (2–2)
| Legenda       |
| ------------- |
| WTA 125 (2–2) |

| Stav       | č. | datum         | turnaj                 | povrch    | spoluhráčka        | soupeřky ve finále                       | výsledek            |
| ---------- | -- | ------------- | ---------------------- | --------- | ------------------ | ---------------------------------------- | ------------------- |
| Vítězka    | 1. | srpen 2021    | Concord, Spojené státy | tvrdý     | Jessy Rompiesová   | Usue Maitane Arconadová Cristina Bucșová | 3–6, 7–6(5), [10–8] |
| Vítězka    | 2. | srpen 2021    | Chicago, Spojené státy | tvrdý     | Eri Hozumiová      | Mona Barthelová Sie Jü-ťie               | 7–5, 6–2            |
| Finalistka | 1. | listopad 2021 | Midland, Spojené státy | tvrdý (h) | Aldila Sutjiadiová | Harriet Dartová Asia Muhammadová         | 3–6, 6–2, [7–10]    |
| Finalistka | 2. | srpen 2022    | Concord, Spojené státy | tvrdý     | Mojuka Učidžimová  | Varvara Flinková Coco Vandewegheová      | 3–6, 6–7(3–7)       |

## Tituly na okruhu ITF
| Dotace turnajů okruhu ITF | Dotace turnajů okruhu ITF |
| ------------------------- | ------------------------- |
| 100 000 $ tournaments     | 75 000 $ tournaments      |
| 60 000 $ tournaments      | 50 000 $ tournaments      |
| 25 000 $ tournaments      | 15 000 $ tournaments      |
| 10 000 $ tournaments      |                           |

### Dvouhra (6 titulů)
| Č. | datum         | turnaj              | povrch | poražená finalistka   | výsledek    |
| -- | ------------- | ------------------- | ------ | --------------------- | ----------- |
| 1. | listopad 2011 | Manila, Filipíny    | tvrdý  | Lu Ťia-siang          | 6–3, 6–3    |
| 2. | červen 2013   | Bangkok, Thajsko    | tvrdý  | Nungnadda Wannasuková | 6–0, 6–1    |
| 3. | srpen 2014    | Nové Dillí, Indie   | tvrdý  | Nataša Palhaová       | 6–2, 6–4    |
| 4. | srpen 2016    | Cukuba, Japonsko    | tvrdý  | Greet Minnenová       | 6–4, 6–0    |
| 5. | květen 2017   | Hua Hin, Thajsko    | tvrdý  | Jacqueline Caková     | 6–4, 6–2    |
| 6. | květen 2017   | Kojang, Jižní Korea | tvrdý  | Mari Ósakaová         | 7–6(7), 6–0 |

### Čtyřhra (29 titulů)
| Č.  | datum         | turnaj                     | povrch      | spoluhráčka             | poražené finalistky                             | výsledek             |
| --- | ------------- | -------------------------- | ----------- | ----------------------- | ----------------------------------------------- | -------------------- |
| 1.  | říjen 2010    | Nonthaburi, Thajsko        | tvrdý       | Nungnadda Wannasuková   | Čchen I Varatčaja Vongteančajová                | 7–5, 6–7(4), [11–9]  |
| 2.  | listopad 2010 | Manila, Filipíny           | tvrdý       | Luksika Kumkhumová      | Ivana Kingová Yasmin Schnacková                 | 6–4, 7–5             |
| 3.  | prosinec 2010 | Mandja, Indie              | tvrdý       | Nungnadda Wannasuková   | Rušmi Čakravartiová Púdžašrí Venkatešaová       | 6–1, 6–1             |
| 4.  | srpen 2011    | Tchaj-pej, Tchaj-wan       | tvrdý       | Kchao Šao-Jüan          | Čan Chao-čching Čchen I                         | 6–3, 6–4             |
| 5.  | listopad 2011 | Manila, Filipíny           | tvrdý       | Luksika Kumkhumová      | Čao I-ťing Čeng Ťün-i                           | 6–3, 6–0             |
| 6.  | březen 2012   | Bombaj, Indie              | tvrdý       | Varunja Vongteančajová  | Anja Prislanová Krya Shroffová                  | 6–1, 6–2             |
| 7.  | červenec 2012 | Woking, Spojené království | tvrdý       | Niča Lertpitaksinčajová | Yvonne Cavallé Reimersová Nicola Slaterová      | 6–2, 7–5             |
| 8.  | únor 2013     | Muzaffárnagar, Indie       | tráva       | Niča Lertpitaksinčajová | Justyna Jegiołková Veronika Kapšajová           | 3–6, 6–4, [10–8]     |
| 9.  | duben 2013    | Phuket, Thajsko            | tvrdý       | Niča Lertpitaksinčajová | Tara Mooreová Melanie Southová                  | 6–3, 5–7, [11–9]     |
| 10. | květen 2013   | Phuket, Thajsko            | tvrdý       | Niča Lertpitaksinčajová | Fatma Al-Nabhaniová Lee Ja-süan                 | 6–2, 6–4             |
| 11. | červenec 2013 | Lexington, Spojené státy   | tvrdý       | Niča Lertpitaksinčajová | Julia Glušková Chanel Simmondsová               | 7–6(5), 6–3          |
| 12. | listopad 2013 | Phuket, Thajsko            | tvrdý (h)   | Niča Lertpitaksinčajová | Lu Ťia-siang Lu Ťia-ťing                        | 3–6, 6–2, [10–8]     |
| 13. | prosinec 2013 | Puné, Indie                | tvrdý       | Niča Lertpitaksinčajová | Jocelyn Raeová Anna Smithová                    | 7–5, 7–5             |
| 14. | únor 2014     | Nové Dillí, Indie          | tvrdý       | Niča Lertpitaksinčajová | Erika Semaová Jurika Semaová                    | 7–6(5), 6–3          |
| 15. | květen 2014   | Balikpapan, Indonésie      | tvrdý       | Mičika Ozekiová         | Varatčaja Vongteančajová Varunja Vongteančajová | 6–3, 4–6, [10–7]     |
| 16. | červenec 2014 | Phuket, Thajsko            | tvrdý       | Niča Lertpitaksinčajová | Han Na-re Ju Mi                                 | 6–3, 6–7, [11–9]     |
| 17. | říjen 2014    | Phuket, Thajsko            | tvrdý (h)   | Niča Lertpitaksinčajová | Oleksandra Korašviliová Aljona Sotnikovová      | 7–6(0), 2–6, [10–4]  |
| 18. | říjen 2014    | Phuket, Thajsko            | tvrdý (h)   | Niča Lertpitaksinčajová | Kamonvan Buajamová Lee Pchej-čch'               | 7–5, 6–3             |
| 19. | duben 2015    | Ahmadábád, Indie           | tvrdý       | Nungnadda Wannasuková   | Nao Hibinová Prarthana Thombareová              | 6–3, 2–6, [12–10]    |
| 20. | červenec 2015 | Evansville, Spojené státy  | tvrdý       | Niča Lertpitaksinčajová | Lauren Herringová Kennedy Shafferová            | 6–2, 6–3             |
| 21. | září 2015     | Bangkok, Thajsko           | tvrdý       | Čchö Či-hui             | Sü Čching-wen Emma Laineová                     | 7–5, 6–3             |
| 22. | říjen 2015    | Bangkok, Thajsko           | tvrdý       | Nudnida Luangnamová     | Emma Laineová Valerija Strachovová              | 6–2, 6–3             |
| 23. | listopad 2015 | Tojota, Japonsko           | koberec (h) | Akiko Omaeová           | Luksika Kumkhumová Juuki Tanaková               | 3–6, 6–0, [11–9]     |
| 24. | červenec 2016 | Čchü-ťing, Čína            | tvrdý       | Akiko Omaeová           | Ťiang Sin-jü Tchang Čchien-chuej                | 6–3, 6–3             |
| 25. | květen 2017   | Kojang, Jižní Korea        | tvrdý       | Niča Lertpitaksinčajová | Genevieve Lorbergsová Olivia Tjandramuliová     | 7–5, 6–4             |
| 26. | červenec 2019 | Ulanqab, Čína              | tvrdý       | Kjóka Okamurová         | Sun Sü-liou Wang Mej-ling                       | 4–6, 7–5, [13–11]    |
| 27. | duben 2022    | Čiang Rai, Thajsko         | tvrdý       | Kjóka Okamurová         | Ma Jie-sin Sün Fang-jing                        | 4–6, 6–3, [10–5]     |
| 28. | srpen 2022    | Kojang, Jižní Korea        | tvrdý       | Kjóka Okamurová         | Kim Ta-bin Punnin Kovapituktedová               | 6–1, 6–0             |
| 29. | říjen 2022    | Hua Hin, Thajsko           | tvrdý       | Erika Semaová           | Gozal Ainitdinovová Jekatěrina Maklakovová      | 2–6, 7–6(0), [13–11] |